# I Came By
I Came By ist ein britischer Thriller von Babak Anvari, der im September 2022 weltweit bei Netflix ins Programm aufgenommen wurde. Zuvor lief der Film am 19. August 2022 in den britischen Kinos an. Die Hauptrollen werden von George MacKay, Percelle Ascott, Kelly Macdonald und Hugh Bonneville gespielt.

## Handlung
Die beiden Graffitikünstler Toby und Jay brechen in Häuser von wohlhabenden Menschen ein und hinterlassen die Aufschrift I Came By an den Wänden. Die Absicht, ihre Opfer zu bestehlen, verfolgen sie nicht. Bei Baumarbeiten am Grundstück des ehemaligen Richters Sir Hector Blake schickt Jay unbemerkt die Zugangsdaten dessen Sicherheitsnetzwerks an Toby, der daraufhin in Betracht zieht, dort einzubrechen. Jay möchte sich jedoch von den Verbrechen, die mittlerweile beachtliche mediale Aufmerksamkeit auf sich gelenkt haben, distanzieren, nachdem seine Freundin ihm mitgeteilt hat, dass sie schwanger ist. Er erklärt Toby, dass er keine Gesetzeskonflikte mehr riskieren und sich voll und ganz auf seine Rolle als Vater konzentrieren möchte.
Als Blake außer Haus ist, bricht Toby im Alleingang bei ihm ein. Im Keller entdeckt er einen geheimen Raum, in dem jemand gefangen gehalten wird. Als Blake unerwartet schnell zurückkommt, verlässt Toby fluchtartig das Haus, ohne den Gefangenen befreien oder ein Graffiti hinterlassen zu können. Sichtlich verstört wendet er sich an Jay, kommt jedoch nicht dazu ihm zu sagen, was er gesehen hat, da Jay von der ganzen Sache nichts wissen will und das Gespräch abrupt beendet. Von einer Telefonzelle aus verständigt Toby anonym die Polizei, die jedoch bei einer oberflächlichen Durchsuchung nichts findet und den Anruf als jugendlichen Streich abtut.
Nach einem Streit mit seiner Mutter Lizzie, die von den Einbrüchen und Graffiti nichts weiß, startet Toby einen Befreiungsversuch, der jedoch von Blake unterbrochen wird. Beim Versuch, den Richter zu überwältigen, rutscht Toby aus und wird von diesem umgebracht. Nachdem Toby einige Tage lang verschwunden ist, schaltet Tobys Mutter die Polizei ein. Jay beteuert, keine Kenntnisse über den Verbleib seines Freundes zu haben. Mit einem Brief, den er aus Blakes Briefkasten klaut, lenkt er schließlich den Verdacht auf Blake, woraufhin die Polizei sein Haus erneut durchsucht. Der geheime Raum im Keller ist jedoch leer und als Notfallbunker eingerichtet.
Lizzie beginnt daraufhin, eigene Nachforschungen anzustellen, und sieht, wie der junge Iraner Omid, den Blake zu Gast hatte, aus einem Fenster des Hauses springt und panisch flüchtet. Er möchte jedoch aus Angst vor dem Einfluss des Richters auf seine Aufenthaltsgenehmigung nicht zur Polizei gehen. Obwohl er verstört und ängstlich ist, gelingt es Blake einen Tag später, ihn in sein Auto zu locken und wieder mitzunehmen.
Als Lizzie selbst bei Blake einbricht, überwältigt und fesselt er sie. Daraufhin sieht sie, wie Blake die Leiche von Omid zerteilt. Er erklärt ihr, dass er das tut, um ihn verbrennen zu können, was bei ihr aufgrund ihrer Körpergröße einfacher sein wird. Auf Lizzies Nachfrage teilt er ihr außerdem mit, dass er dasselbe mit Toby getan und seine Asche im Klo heruntergespült hat.
Jay macht sich, nachdem nun auch noch Lizzie verschwunden ist, zunehmend Sorgen und sucht das Haus des Richters auf. Es steht mittlerweile zum Verkauf. Danach sucht er Blakes Elternhaus auf, in das dieser offenbar wieder eingezogen ist. Entgegen seinen Bedenken bricht er ein und fesselt den Richter nach einem Kampf. Er findet das neue Versteck des Gefangenen in einem verdeckten Nebenraum der Garage und befreit ihn. Die Polizei ist mittlerweile zu dem Anwesen unterwegs, weshalb Jay die Flucht ergreift. Beim Durchsuchen des Hauses stößt die Polizei auf eine Wand, auf die der Schriftzug I Came By gesprüht worden ist.